# 高浜町立高浜中学校
高浜町立高浜中学校（たかはまちょうりつ たかはま ちゅうがっこう）は、福井県大飯郡高浜町宮崎にある公立中学校。

## 概要
高浜町内の中心部にあり、町の中核的な中学校である。

## 教育目標
志高く、自己を磨き、仲間と共に高め合う生徒の育成

## 所在地
- 〒919-2225 福井県大飯郡高浜町宮崎70-15
  - JR小浜線若狭高浜駅から徒歩約10分

## 沿革
- 昭和22年　高浜中学校で開校式

- 同年　　　 校章制定
- 昭和27年　増築校舎落成
- 昭和28年　学校給食開始
- 昭和29年　完全給食開始
- 昭和30年　町村合併により「高浜町立高浜中学校」と改称
- 昭和33年　校歌制定
- 昭和33年　体育館並びに本館落成
- 昭和37年　校舎増築落成
- 昭和46年　鉄筋校舎増築
- 昭和58年　学校プール完成
- 昭和62年　校門改築落成
- 平成3年　  パソコン41台納入
- 平成6年　  グラウンド整備
- 平成11年　高浜中学校新校舎・体育館完成
- 平成22年　ノートパソコン・大型テレビ・電子黒板設置
- 平成25年　プール改修工事
- 令和2年     GIGAスクール構想により生徒用ipad300台納入
- 令和3年　  生徒用ipad活用開始

## 周辺
- 高浜町役場
- 瑞祥苑
- 高浜町立高浜小学校
- 福井県道236号高浜港高浜停車場線
- 福井県道237号畑若狭和田停車場線
- 国道27号
- JR小浜線若狭高浜駅
- 城山公園
- 国民宿舎城山荘
- 若宮海水浴場

## 著名な卒業生
- 髙橋聡文 - プロ野球・中日ドラゴンズ投手[1]
- 橋本侑樹 - プロ野球・中日ドラゴンズ投手